# Joseph Sweeney
Pour les articles homonymes, voir Sweeney.
Joseph Sweeney (né à Philadelphie le 26 juillet 1884 – mort à New York le 25 novembre 1963) est un acteur américain qui apparaît aussi bien au théâtre, à la télévision et au cinéma. 
Son rôle le plus connu est celui du juré numéro neuf dans Douze hommes en colère de Sidney Lumet en 1957. 

## Filmographie
- 1956 : La première balle tue de Russell Rouse : révérend.
- 1956 : L'Homme au complet gris de Nunnally Johnson : Edward M. Schultz.
- 1957 : Douze hommes en colère de Sidney Lumet : M. McCardle, le juré numéro neuf.

## Théâtre
- 1941 : Arsenic et vieilles dentelles de Joseph Kesselring, m.e.s. Bretaigne Windust - rôle de Jonathan Brewster.